# Liège-Bastogne-Liège 1997
La 83e édition de Liège-Bastogne-Liège a eu lieu le dimanche 20 avril 1997, entre Liège et Ans, sur une distance de 262 kilomètres. Elle a été remportée par l'Italien Michele Bartoli qui se débarrasse de son dernier compagnon d'échappée Laurent Jalabert à l'entame du dernier kilomètre. Il s'agit de la quatrième épreuve de la coupe du monde de cyclisme sur route 1997.

## Présentation

### Favoris
Quatre coureurs sont considérés comme les principaux prétendants à la victoire. Il s'agit du vainqueur de l'édition 1995, le Suisse Mauro Gianetti, accompagné de trois coureurs qui ont terminé dans les quatre premiers de la Flèche wallonne, disputée quatre jours avant « la Doyenne », Laurent Jalabert (premier), Alex Zülle (troisième) et Michele Bartoli (quatrième).

### Parcours
« La Doyenne » est longue de 262 kilomètres répartis dans les Ardennes belges. La course démarre sur la place Saint-Lambert à Liège. Les coureurs rejoignent Bastogne avant de revenir vers Liège et d'arriver à Ans.
Le parcours est composé de treize côtes répertoriées :
| Kilomètre | Nom                    |
| --------- | ---------------------- |
| 81        | Côte de Saint-Roch     |
| 118       | Côte de Mormont        |
| 154       | Côte de Wanne          |
| 163       | Côte des Hézalles      |
| 171       | Côte d'Aisomont        |
| 178       | Côte de Stockeu        |
| 183,5     | Côte de la Haute-Levée |
| 195,5     | Côte du Rosier         |
| 208       | Côte de la Vecquée     |
| 225       | Côte de La Redoute     |
| 230,5     | Côte de Sprimont       |
| 235       | Côte des Forges        |
| 247       | Côte du Sart-Tilman    |

## Récit de la course
Démarrant sous un temps ensoleillé et froid, la course est tout d'abord animée par l'échappée en solitaire de Georg Totschnig qui s'échappe dès le kilomètre 6. Le coureur autrichien compte un maximum de 20 minutes 15 secondes sur le peloton mené par l'équipe ONCE. Derrière Totschnig, l'Italien Ermanno Brignoli s'échappe également et rejoint l'Autrichien. Le duo dispose alors d'une avance inférieure à 5 minutes lors de l'ascension de la côte de Stockeu,. Brignoli distance ensuite Totschnig et est seul en tête avant d'être rattrapé par le peloton dans la côte du Rosier. Plusieurs attaques ont lieu ensuite mais ont avorté avant l'ascension de la Côte de La Redoute.
L'échappée décisive se forme dans cette côte. Sous l'impulsion d'Alex Zülle, un quatuor composé du Suisse, de son coéquipier français Laurent Jalabert et des Italiens Michele Bartoli et Marco Pantani se détache. Pantani est rapidement distancé. Derrière, Mauro Gianetti et Johan Museeuw tentent de revenir sur les trois hommes de tête. Museeuw revient à 50 mètres de l'échappée mais ne parvient pas à faire la jonction et doit se résoudre à attendre le peloton,.
À l'entame des 25 derniers kilomètres, l'échappée dispose d'une avance d'une minute 10 secondes sur un peloton mené par les équipes Rabobank, du leader de la coupe du monde Rolf Sørensen, et Mapei de Johan Museeuw. Devant, Alex Zülle, qui effectue l'essentiel du travail en tête de l'échappée, est brièvement distancé dans la montée de la côte du Sart-Tilman. Jalabert et Zülle attaquent ensuite Bartoli à tour de rôle mais ne parviennent pas à distancer l'Italien. Pendant ce temps, le peloton, dans lequel plusieurs coureurs tentent de s'échapper, reprend du temps mais pas suffisamment pour rejoindre les trois coureurs de tête.
Zülle distancé, Michele Bartoli attaque Jalabert à l'entame du dernier kilomètre et s'impose en solitaire à Ans avec 8 secondes d'avance sur le Français,,. Derrière, Gabriele Colombo et Luc Leblanc, qui ont distancé le restant du peloton, terminent troisième et quatrième. Le sprint du peloton pour la cinquième place est gagné par Maximilian Sciandri devant Johan Museeuw.

## Classement de la course
112 coureurs sont classés sur les 188 partants,.
| Pos. | Coureur             | Pays        | Équipe                | Temps           |
| ---- | ------------------- | ----------- | --------------------- | --------------- |
| 1    | Michele Bartoli     | Italie      | MG-Technogym          | 7 h 09 min 45 s |
| 2    | Laurent Jalabert    | France      | ONCE                  | + 8 s           |
| 3    | Gabriele Colombo    | Italie      | Batik-Del Monte       | + 21 s          |
| 4    | Luc Leblanc         | France      | Polti                 | + 22 s          |
| 5    | Maximilian Sciandri | Royaume-Uni | La Française des Jeux | + 27 s          |
| 6    | Johan Museeuw       | Belgique    | Mapei                 | 27 s            |
| 7    | Beat Zberg          | Suisse      | Mercatone Uno         | 27 s            |
| 8    | Marco Pantani       | Italie      | Mercatone Uno         | 27 s            |
| 9    | Laurent Madouas     | France      | Lotto                 | 27 s            |
| 10   | Mauro Gianetti      | Suisse      | La Française des Jeux | 27 s            |

## Bilan
Cette édition de Liège-Bastogne-Liège est considérée comme une des éditions marquantes des classiques ardennaises et une des plus grandes victoires de Michele Bartoli,.

### Classements mondiaux

#### Coupe du monde
Rolf Sørensen, en tête de la coupe du monde au départ de la course en ayant remporté le Tour des Flandres et en étant le seul à avoir inscrit des points dans chacune des 3 manches déjà disputées, n'est plus en tête à l'issue de la course liégeoise. Michele Bartoli inscrit 100 points grâce à sa victoire et le rejoint avec 164 points. Avec une victoire chacun, les deux coureurs sont départagés par leur meilleur deuxième performance. Bartoli, meilleur sur ce point en raison de sa cinquième place à Milan-San Remo, portera le maillot de leader dans l'Amstel Gold Race,. Erik Zabel et Frédéric Guesdon respectivement vainqueurs Milan-San Remo et de Paris-Roubaix, suivent avec 100 points. Laurent Jalabert, grâce à sa deuxième place, devient dixième du classement,.
| Position | Coureur            | Équipe                    | Points |
| -------- | ------------------ | ------------------------- | ------ |
| 1        | Michele Bartoli    | MG Maglificio - Technogym | 164    |
| 2        | Rolf Sørensen      | Rabobank                  | 164    |
| 3        | Erik Zabel         | Telekom                   | 100    |
| 4        | Frédéric Guesdon   | La Française des Jeux     | 100    |
| 5        | Johan Museeuw      | Mapei - GB                | 95     |
| 6        | Jo Planckaert      | Lotto                     | 94     |
| 7        | Frédéric Moncassin | Gan                       | 94     |
| 8        | Davide Casarotto   | Scrigno                   | 87     |
| 9        | Andreï Tchmil      | Lotto                     | 80     |
| 10       | Laurent Jalabert   | ONCE                      | 79     |

#### Classement UCI
Le classement UCI est actualisé chaque semaine. L'évolution du classement n'est donc pas uniquement basée sur le résultat de Liège-Bastogne-Liège mais sur l'ensemble des courses qui se sont disputées entre deux classements. Laurent Jalabert, en tête du classement UCI depuis le 6 avril conserve le premier rang au classement mondial et accentue son avantage sur le deuxième, son coéquipier Alex Zülle,. Michele Bartoli passe de la cinquième à la troisième place aux dépens de Bjarne Riis et Johan Museeuw, qui reculent chacun d'un rang,. Miguel Indurain reste classé malgré sa retraite annoncée le 2 janvier 1997 en raison des modalités de calcul du classement UCI.
| Position | Coureur          | Équipe                    | Points |
| -------- | ---------------- | ------------------------- | ------ |
| 1        | Laurent Jalabert | ONCE                      | 2411   |
| 2        | Alex Zülle       | ONCE                      | 2185   |
| 3        | Michele Bartoli  | MG Maglificio - Technogym | 1686   |
| 4        | Bjarne Riis      | Telekom                   | 1592   |
| 5        | Johan Museeuw    | Mapei - GB                | 1534   |
| 6        | Richard Virenque | Festina                   | 1428   |
| 7        | Tony Rominger    | Cofidis                   | 1376   |
| 8        | Abraham Olano    | Banesto                   | 1303   |
| 9        | Fabrizio Guidi   | Scrigno                   | 1213   |
| 10       | Miguel Indurain  | Retraité                  | 1162   |